# لوتر-گونتر بوخهایم
لوتر-گونتر بوخهایم (آلمانی: Lothar-Günther Buchheim؛ ۶ فوریهٔ ۱۹۱۸ – ۲۲ فوریهٔ ۲۰۰۷) نقاش و نویسندهٔ اهل آلمان بود.